# Alexander Maes
Pour les articles homonymes, voir Maes.
Alexander Maes, né le 20 juin 1993 à Waregem, est un coureur cycliste belge.

## Biographie
En 2010, Alexander Maes termine notamment deuxième du Tour des Flandres juniors (moins de 19 ans). L'année suivante, il prend la deuxième du Grand Prix Bati-Metallo au niveau international. Sur piste, il devient champion de Belgique juniors de la course aux points. 
À partir de 2012, il devient membre du club Soenens-Construkt Glas, renommé BCV Works-Soenens en 2014. Lors de sa troisième saison, il s'impose à quatre reprises chez les amateurs, en Belgique ainsi qu'en France. Ses résultats lui permettent d'intégrer l'équipe Wanty-Groupe Gobert en tant que stagiaire.
En 2015, il évolue au sein de l'équipe continentale irlandaise An Post-ChainReaction. Sans résultats marquants, il redescend au niveau amateur dès 2016. À la surprise générale, il se voit offrir un contrat de stagiaire au mois d’août par la formation World Tour Katusha,. Sous ses nouvelles couleurs, il occupe un rôle d'équipier pour les sprinteur Alexander Porsev, comme sur Paris-Tours ou au Grand Prix Impanis-Van Petegem. Il n'est toutefois pas recruté. 
Lors de la saison 2017, il se classe troisième du Grand Prix de la ville de Saint-Nicolas et cinquième du Mémorial Philippe Van Coningsloo, sous les couleurs de Cibel-Cebon. Il intègre ensuite en 2018 la formation Tarteletto-Isorex, avec laquelle il signe un contrat professionnel.

## Palmarès et résultats

### Palmarès sur route
- 2010
  - 3e du Tour des Flandres juniors
- 2011
  - 3e étape du Sint-Martinusprijs Kontich (contre-la-montre par équipes)
  - 2e du Grand Prix Bati-Metallo
- 2012
  - 3e du Grand Prix Nieuwkerken-Waas
- 2013
  - 2e de la Wingene Koers
- 2014
  - Critérium de Douchy-les-Mines
  - Championnat du Pays de Waes
  - 2e étape du Triptyque ardennais
  - 4e étape du Tour de Flandre-Orientale
  - 2e de la Coupe Egide Schoeters
- 2016
  - 2e du Grand Prix Etienne De Wilde
- 2017
  - 3e du Grand Prix de la ville de Saint-Nicolas
- 2018
  - 2e du Grand Prix Etienne De Wilde
  - 3e du Grand Prix Criquielion

### Classements mondiaux
| Année           | 2013   | 2014 | 2015 | 2016   | 2017 |
| --------------- | ------ | ---- | ---- | ------ | ---- |
| UCI Europe Tour | 1 034e |      |      | 1 200e | 794e |

### Palmarès sur piste

#### Championnats nationaux
- 2010
  - 3e du championnat de Belgique de keirin juniors
  - 3e du championnat de Belgique de poursuite par équipes juniors
- 2011
  -  Champion de Belgique de la course aux points juniors
  - 3e du championnat de Belgique de vitesse par équipes juniors